# Polyscias belensis
Polyscias belensis är en araliaväxtart som beskrevs av William Raymond Philipson. Polyscias belensis ingår i släktet Polyscias och familjen Araliaceae. Inga underarter finns listade.